# Tebas
Tebas is een bestuurslaag in het regentschap Pasuruan van de provincie Oost-Java, Indonesië. Tebas telt 2420 inwoners (volkstelling 2010).